# Heinrich Kanz
Heinrich Kanz (* 27. April 1927 in Bensheim; † 8. April 2017) war ein deutscher Hochschullehrer und Professor für Pädagogik.

## Leben
Heinrich Kanz studierte Geschichte, Latein und katholische Theologie. Seine Dissertation hatte das Thema Europäische Schulerziehung. 1968 war er Professor an den
Pädagogischen Hochschulen (PH) Koblenz und Trier. 1969 wurde er Rektor der PH Koblenz. 1977 wurde er ordentlicher Professor an der Pädagogischen Hochschule Rheinland, Abteilung Bonn. Von 1980 bis zu seiner Emeritierung 1992 war er Direktor des Seminars für Allgemeine Pädagogik an der Pädagogischen Fakultät der Universität Bonn.
Im Nachruf der Universität Bonn wird betont:

„Aus seinen Publikationen sind hervorzuheben die Studien zu philosophischen Grundlagen der Pädagogik, zum studentischen Widerstand im Dritten Reich und seine Pädagogik der sozialen und individuellen Mobilität und des Wanderns.“

Zu seinem 65. Geburtstag wurde er mit einer Festschrift geehrt.

## Veröffentlichungen (Auswahl)
- Seinsdemut als dauernd unerlässliche Bedingung wahren Philosophierens. Ihre Verwurzelung im Willen zur Wahrheit. Darmstadt 1950 (Mainz, Philosophische Fakultät, Dissertation vom 31. Oktober 1950, VII + 179 S.). DNB 481840184
- Europäische Schulerziehung. Eine hermeneutisch-pragmatische Studie. Henn, Ratingen 1964 (110 S.)
- Einführung in die pädagogische Philosophie. Der Sinn heutigen Philosophierens. 2., erw. u. veränd. Aufl., Henn, Wuppertal u. a. 1971 (228 S.)
- (Hrsg.): Der Nationalsozialismus als pädagogisches Problem: Deutsche Erziehungsgeschichte 1933–1945. Frankfurt am Main/Bern/New York 1984. 2., verb. u. erg. Aufl., Lang, Frankfurt a. M u. a. 1990, ISBN 978-3-631-42637-1.
- Einführung in die Erziehungsphilosophie. Lang, Frankfurt a. M u. a. 1987, ISBN 978-3-8204-0966-6 (197 S.)
- Die Jakobswege als erste europäische Kulturstrasse. Wanderpädagogische Reflexionen. Lang, Frankfurt a. M u. a. 1995, ISBN 978-3-631-48407-4 (383 S.)
- Wandern heute. Wanderpädagogik. Peter Lang Edition, Frankfurt (Main) 2013, ISBN 978-3-631-62855-3 (268 S.)
- (Hrsg.): Der studentische Freundeskreis der Weißen Rose. Ausgewählte Brief- und Tagebuchauszüge. Lang, Frankfurt a. M u. a., 2011, ISBN 978-3-631-61916-2 (331 S.)